# Jaume Creus i del Castillo
Jaume Creus i del Castillo (Barcelona, 1950) és un poeta i traductor català. Estudià Filologia Catalana a la Universitat Autònoma de Barcelona i col·laborà a Serra d'Or, El Correo Catalán i Avui. A partir de 1972 estudià rus, alemany, txec i italià, i és traductor oficial de TV3, alhora que col·labora amb Ràdio Esparreguera. Membre del PEN català i l'AELC.

## Obres

### Poesia
- La poesia, és a dir la follia (amb Vicenç Altaió i Morral). Barcelona: Pòrtic, 1975.
- Entre una pell i l'altra, l'horitzó, 1978.
- Terres interiors, platges extenses. Barcelona: El Mall, 1983
- El lent creixement dels coralls. Barcelona: Quaderns Crema, 1989.
- Calotips i instantànies. Barcelona: Edicions 62, 1993.
- Eros d'encesa fletxa (premi Vicent Andrés Estellés de poesia, 1994). València: Eliseu Climent / Edicions 3 i 4, 1994.
- Poemari de Bòsnia. Barcelona: Proa, 1995.
- Suite dels bons amors. Barcelona: Edicions de 1984, 2008.
- Amniocentesis (Pròleg de Francesc Parcerisas i Vázquez). Cornellà de Llobregat: LaBreu Edicions, 2017.

### Teatre
- Paolo. Barcelona: Proa, 2000.

### Guions de ficció
- El noi que llegia Marcuse. Barcelona: PC Teide, 1979.
- Cloaca màxima, 1986.
- Solitud (llargmetratge basat en la novel·la de Víctor Català). Barcelona: Quasar, 1990.